# La Comédie des erreurs
La Comédie des erreurs (The Comedy of Errors) est une pièce de théâtre écrite par William Shakespeare entre 1592 et 1594.
C'est la pièce la plus courte de Shakespeare et la plus farcesque. L'intrigue est basée en partie sur des calembours et jeux de mots, et le reste sur des quiproquos. De plus c'est une des seules pièces de Shakespeare, avec La Tempête, qui se passe selon la règle instituée par le théâtre classique, celle des trois unités de temps, de lieu et d'action.
On ne connaît pas la date exacte de la création, mais une représentation de la Nuit des erreurs (certainement la même pièce) est répertoriée à la date du 28 décembre 1594 dans le registre du Gray's Inn Hall (Inns of Court).

## Personnages
- Solinus : duc d'Éphèse.
- Égéon : marchand de Syracuse.
- Antipholus : citoyen d'Éphèse,
- Antipholus : citoyen de Syracuse, frères jumeaux et fils d'Ægéon et d'Aemilia, mais inconnus l'un à l'autre.
- Dromio d'Éphèse,
- Dromio de Syracuse, frères jumeaux et esclaves des deux Antipholus.
- Baltasar : marchand.
- Angélo : orfèvre.
- UN COMMERÇANT, ami d'Antipholus de Syracuse.
- PINCH, maître d'école et magicien.
- AEMILIA, femme d'Ægéon, abbesse d'une communauté d'Éphèse.
- ADRIANA, femme d'Antipholus d'Éphèse.
- LUCIANA, sœur d'Adriana.
- LUCE, suivante de Luciana.
- UNE COURTISANE.
- UN GEOLIER.
- Officiers de justice.

## Argument

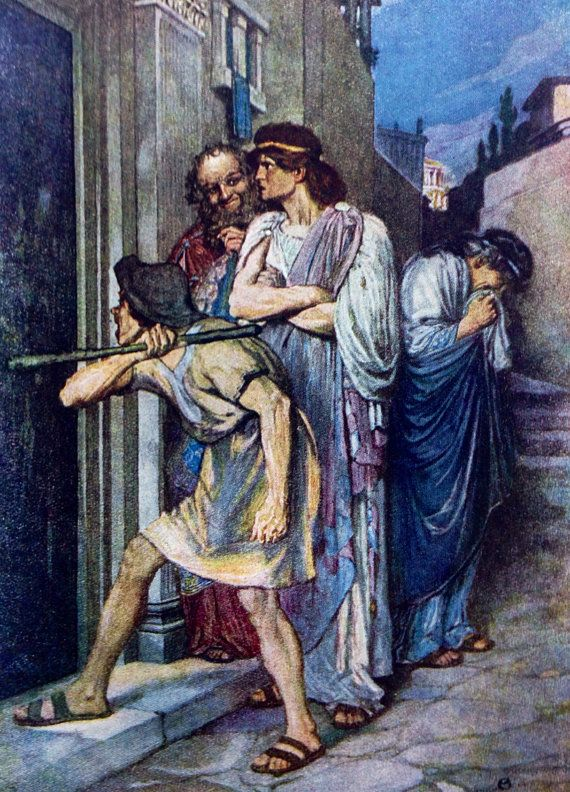
Antipholus enfermé chez lui.

En raison d'une loi interdisant la présence de marchands de Syracuse à Éphèse, le vieil Égeon risque d'être exécuté quand il est découvert dans la ville. Il ne peut échapper à ce sort qu’en payant une amende de mille marks. Il raconte sa triste histoire au duc. Dans sa jeunesse, il s'est marié et a eu deux fils jumeaux. Le même jour, une femme pauvre a également donné naissance à des jumeaux qu’il a achetés afin d’en faire les esclaves de ses fils. Peu de temps après, la famille fit un voyage en mer. Leur navire a été frappé par une tempête. Égeon n'a survécu qu’en s’attachant lui-même, avec l’un de ses fils et un enfant esclave, au grand mât du navire. Sa femme a été secourue par un bateau, Égeon par un autre et il n'est jamais parvenu à la retrouver, ni les deux enfants disparus avec elle. Récemment, son fils Antipholus, à présent adulte, ainsi que Dromio son esclave, ont quitté Syracuse afin de retrouver leurs frères. Antipholus ne revenant pas, Égeon est parti à sa recherche.
Solin, duc d'Éphèse, touché par cette histoire, accorde à Égeon un délai d’un jour avant de payer son amende.
Ce même jour, Antipholus arrive à Éphèse, à la recherche de son frère. Il envoie Dromio pour déposer de l'argent au Centaure (une auberge). Il est confondu lorsque le frère jumeau de Dromio apparaît presque aussitôt, niant toute connaissance de l'argent et lui demandant de rejoindre la maison où sa femme l’attend pour dîner. Antipholus, pensant que son serviteur se moque de lui, bat Dromio.
Le Dromio d’Éphèse rejoint sa maîtresse Adriana, en disant que son « mari » a refusé de revenir à la maison, et fait même semblant de ne pas la connaître. Adriana, qui s'inquiétait déjà des manières de son mari, prend ces nouvelles comme une confirmation de ses soupçons.
Le Dromio de Syracuse rejoint alors Antipholus et ne comprend pas pourquoi celui-ci lui reproche de plaisanter au sujet d’une prétendue épouse. Devant ces dénégations, Antipholus commence à le battre. Soudain, Adriana se précipite vers Antipholus et le supplie de ne pas la quitter. Perdus, les deux hommes de Syracuse attribuent ces événements étranges à la sorcellerie, en se rappelant qu’Éphèse est connu comme un repaire de sorcières. Ils partent avec cette femme étrange, afin de dîner et de dormir chez elle.
Quand l’Antipholus d'Éphèse revient chez lui pour le dîner, il est furieux de se voir rudement refuser l'entrée de sa propre maison par Dromio de Syracuse, qui garde la porte. Il est prêt à défoncer la porte, mais ses amis le persuadent de ne pas faire d’esclandre. Il décide plutôt d’aller dîner avec une courtisane.
À l'intérieur de la maison, Antipholus de Syracuse découvre qu'il est très attiré par Luciana, la sœur de sa prétendue « épouse ». Luciana est flattée par ses attentions, mais s'inquiète de leurs implications morales. Lorsqu’elle sort, Dromio de Syracuse annonce qu'il vient de se découvrir une femme : Nell, une hideuse fille de cuisine. Il la décrit ainsi : « sphérique comme un globe: je pourrais étudier la géographie sur elle ». Antipholus lui demande en plaisantant d'identifier les pays, ce qui conduit à un échange spirituel dans lequel chaque partie du corps est comparée à une nation. Antipholus et Dromio de Syracuse décident de partir le plus tôt possible, et Dromio sort pour préparer leur voyage. Antipholus est appréhendé par Angelo, un orfèvre, qui prétend qu'il lui a commandé une chaîne. Antipholus est forcé d'accepter la chaîne, tandis qu'Angelo dit qu'il reviendra pour le paiement.
Pendant ce temps, Antipholus d’Éphèse envoie Dromio d'Éphèse lui acheter une corde afin qu'il puisse battre sa femme Adriana qui l’a empêché de rentrer chez lui, puis il est accosté par Angelo, qui demande à être remboursé pour la chaîne. Il nie l’avoir reçue et il est rapidement arrêté. Pendant qu’on l’emmène, Dromio de Syracuse arrive. Antipholus lui ordonne de retourner à la maison d'Adriana afin d’obtenir de l'argent pour sa libération sous caution.
De retour, Dromio de Syracuse donne par erreur l'argent à Antipholus de Syracuse. La courtisane aperçoit Antipholus portant la chaîne en or, et lui affirme qu'il a promis de la lui offrir. Les deux hommes nient et s’enfuient. La courtisane décide de dire à Adriana que son mari est fou. Dromio d’Éphèse rejoint Antipholus d’Éphèse avec la corde qu’il était parti acheter. Ce dernier est furieux car Dromio n’a pas l’argent de la caution. Pendant ce temps, Adriana, Luciana et la courtisane contactent un prestidigitateur nommé Pinch, afin d'exorciser les deux hommes d’Éphése. Dromio et Antipholus de Syracuse entrent alors, portant des épées. Tout le monde s'enfuit, croyant qu'ils sont les Éphésiens et qu’ils veulent les tuer afin d’échapper à leurs obligations. 
Adriana réapparaît avec des gardes, qui tentent d'arrêter les deux hommes de Syracuse. Ces derniers se réfugient dans un prieuré voisin, où l'abbesse les protège.
Égeon est sur le chemin de son exécution, accompagné du duc. Adriana supplie le duc de forcer l'abbesse à libérer son mari. Puis, un messager de la maison d'Adriana surgit et annonce que les Éphésiens se sont libérés et ont torturé le docteur Pinch. Les Éphésiens entrent et demandent au duc de faire justice concernant Adriana. Égeon croit qu'il a retrouvé son fils, Antipholus d'Éphèse, qui sera en mesure de le faire libérer, mais les deux Éphésiens nient l’avoir jamais connu.
Soudain, l'abbesse arrive avec les jumeaux syracusains, et tout le monde commence à comprendre les événements confus de la journée. Non seulement les deux paires de jumeaux se retrouvent, mais l'abbesse révèle qu'elle est Emilia, l'épouse d’Égeon. Le duc accorde son pardon à Égeon. Ils sortent tous de l'abbaye pour célébrer la réunification de la famille.

## Analyse
Œuvre de jeunesse de Shakespeare, cette comédie est très inspirée d’une comédie de Plaute, Les Ménechmes. Cette Comédie des erreurs s’appuie sur la force comique des quiproquos qu’entraîne la rencontre de deux paires de jumeaux. Erreur sur la personne, erreur sur le sexe, travestissements en tout genre… Tout ici est multiplié par quatre. Cette pièce évite délibérément les thèmes habituellement plus graves des tragédies et des comédies que Shakespeare développera plus tard. Le jeu aborde cependant des thèmes très sombres tels que la folie et la violence d’Antipholus d'Éphèse. Il parle d’« arracher » les yeux de son épouse ainsi que de la défigurer en lui brûlant le visage. Il bat fréquemment ses amis et son serviteur et dort avec une prostituée. Antipholus d'Éphèse est sans doute l'un des personnages les plus sombres et les plus violents de Shakespeare.